# 王子恵
王 子恵（おう しけい、1892年 - 没年不明）は、中華民国・日本の政治家・軍人・ジャーナリスト・実業家。後年に文成と改名している。王晦知という別名を有していた可能性がある。中華民国維新政府の要人。戦時中は日中和平工作に従事したとされ、戦後は実業家として活動した。なお後述するように、その出自や経歴については不明点や不審点が多い人物である。

## 事績

### 出自と初期の活動
王子恵は6歳の頃から日本の学校で教育を受けたとされ、日本語は得意であったが中国語は不得手であった。大手紙の各種報道では「福建省厦門出身」とされ、戦後においては王子恵の父親が「福建省生まれのセレベス華僑」とする報道も見受けられた。
しかし王子恵の出自については、1930年代当時から相当な疑問符が付けられている。例えば外務省の森島守人（北京・上海大使館参事官）は「台湾出身」と認識しており、同省の岩井英一（上海総領事館副領事）に至っては「中国人か、朝鮮人か、台湾籍民かも定かではない」としていた。
その後の王子恵の学歴につき、早稲田大学で「修学」した「校友」ということは確認できる。しかし、「卒業」とは記載されておらず、早稲田大学の公的な記録でも卒業者としての名が見当たらない。そのため、当時の日本メディア等における「早稲田大学卒業」との各種報道は、誤りと見なせる。
1924年（民国13年/大正13年）に中国へ帰国した王子恵はジャーナリストになり、『（北京）国風日報』編輯主任、『正義日報』社社長などをつとめる。その後、国民軍第2軍駐滬弁事処処長、国民革命軍第20軍副軍長兼政治部主任、国民政府総参議代表、中日経済研究会委員を歴任した。

### 華中政権首脳擁立騒動
梁鴻志らが行っていた華中での親日政権樹立活動に、当初の王子恵は直接参与していなかったと見られる。ところが間もなく、その王が華中政権の首脳として突然擁立される事態が発生した。
梁鴻志の華中での動きに対し、華北（北平）では王克敏らによる中華民国臨時政府が1937年（民国26年）12月14日に成立していた。その王克敏は、華中にいた梁一派との合流、南北統一政権の樹立を臨時政府創設当初から構想していた。
この王克敏の統一政権構想に対し、当初の華中側では梁鴻志らはもちろんとして、上海特務方面の原田熊吉や楠本実隆らも支持していたという。ところが、中支那方面軍司令官・松井石根やその部下の臼田寛三・長勇らは、華中にこそ中央政権を築くべきとして華北（北京）主導の統一政権構想に反対した。挙句には、臼田・長らが当時無名だった王子恵を華中政権首脳に擁立しようと目論んだのである。
王子恵が華中政権首脳候補として突然浮上したのは、それまで構築した日本人脈によるところが大きかったと言える。王は「容姿端麗、弁舌爽やかでしかも一種の魅力を具えていた」人物だったと言われ、臼田寛三や長勇からもあっという間に「一見旧知の如く」「信任を博した」とされる。また、臼田・長へ王を紹介したのは頓宮寛（上海福民病院院長）であり、中国在住の日本人医師たちの間に支援グループが形成されていた。大陸浪人やジャーナリストにも支援者が存在しており、萱野長知や北昤吉、野依秀市が代表的な存在である。
王子恵は中華民国の国号や五色旗を取り消し、新政府は新国家の創設たるべきと唱えた。支援者グループは王の主張に賛同し、新国旗として日の丸の逆の旗（赤字に白丸）まで用意したとされる。
しかし、王子恵は前述のように出自不明の人物であり、海軍省と外務省はその点を問題視して猛烈に反対した。特に外務省は岩井英一の調査として、上海天長節爆弾事件について「真犯人を手引きするとて、陸海軍を欺き呉淞までわざわざ駆逐艦をも出させた曰くづきの人物、往年の王晦知」こそが王子恵である、との情報をもたらした。
この結果、当初は王子恵擁立に傾いていた松井石根も方針を改め、梁鴻志・温宗尭・陳群の3名に維新政府を組織させる方向へ転換した。梯子を外された王子恵支援グループは暴走し、多数の無頼漢を集めて謀略や暴力的手段に訴えて反王子恵派を屈服させようとした。しかし、これはかえって王の立場を危うくしただけであった。
この首脳擁立騒動に際して、王子恵は土肥原賢二や上海日本大使館の手配により、上海新亜大酒店に活動拠点を置いていた。それを知った梁鴻志は王に面会しようと数度訪問したが、下風に立たされることを恐れた王は断固として会わなかったという。

### 中華聯合通訊社理事長に就任
親日政権樹立工作が進展する中で王子恵は、沈能毅・夏奇峯・余大雄（余洵・余穀民）・王西神と共に、新政権の宣伝・広報を担う中央機関の創設を梁鴻志や日本側に提案したという。なお、この5人はいずれも現役・OBの新聞記者・ジャーナリストである。日本側からは上海特務機関の堂ノ脇光雄、同盟通信社中南支総局華文部長の奥宮正澄が加わり、7人で発起人となっている。
こうして中華民国維新政府成立前の1938年（民国27年）2月15日に、中華聯合通訊社（通称「中聯社」）が上海に設立された。当初の理事長は堂ノ脇だったが、翌月の維新政府成立に際して王子恵が実業部部長に特任されると、王が替わって理事長を兼任している。

### 維新政府実業部長として
中華民国維新政府が成立した同年3月28日、王子恵は実業部部長に特任された。実のところ、首脳擁立騒動や梁鴻志に対する態度が影響し、新政権において王に提示された当初の地位は、外交部参事という低い地位だったとされる。失望した王は土肥原賢二に泣訴してその斡旋を獲得し、何とか実業部部長に就任できたという。
しかし前述のとおり、王子恵は幼年期から青年期にかけて日本で生活したためか、中国語が不得手で維新政府の会議も欠席気味であったという。このため実業部内の事務については、次長に就任した沈能毅が多くを指揮することになったと考えられる。
その一方で、王子恵は日本国内での知名度や支持を獲得しようと図る動きを見せている。同年11月、王子恵は日満支経済懇談会に出席するため維新政府の代表として訪日した。同月には、東京市麹町区（現・千代田区）の亜細亜書房から自著『亜細亜の明日を語る』を刊行している。その影響もあってか、訪日をきっかけに日本の様々な媒体から王子恵は注目を受け、活動や言行につき大きく報道されることになった。中国国内でも、実業部広報誌『実業月刊』や、雑誌『中華新声半月刊』・『和平月刊』など各種刊行物において、王子恵は自身の演説や活動を掲載させている。
ところが翌1939年（民国28年）7月1日、実業部次長・沈能毅が罷免され、しかも「査弁」（刑事捜査）対象とされてしまう。この維新政府令については、行政院長・梁鴻志の署名があるものの、制度上では部長として同時に署名すべき王子恵の署名が「假（仮）」となっている。すなわち、王の意向を無視した電撃的な罷免であった。沈を失ったことで実業部の事務が停滞・混乱したのは明らかであり、翌月（8月）10日になると、王自身も実業部長を依願退職してしまった。
首脳擁立騒動などもあってか、王子恵については、維新政府創設当初から日本陸軍中央（陸相・杉山元や陸軍次官・梅津美治郎）に名指しで排除され、早期の辞任を求められるほどの忌避を受けていた。そもそも、旧安徽派幹部の梁鴻志に対して中国政界では無名の王がとった態度からして、王が維新政府内で浮いた存在になるのは必然にして不可避ではあった。また、汪兆銘政権成立に際しての準備や、維新政府内部に実業部改組刷新を熱望する声があったことも、王への辞任圧力になったとの指摘がある。
しかしながら、王子恵の政務への不熱心さが外部から指摘されるほどの問題状況であったにもかかわらず、王子恵が実際に退任するまでには約1年4か月の時間がかかった。加えて、次長・沈能毅の罷免・査弁という強硬手段を伴わなければ、日本側や梁鴻志は王子恵を退任に追い込めなかったのである。この結果から見れば、沈の実業部運営に拠るところが大きかったとはいえ、王・沈体制が基本的に安定していたことの傍証となる。
なお異説として、孔祥熙側近・賈存徳の回顧によれば、王子恵は賈を通して孔との連携を深めており、実業部長辞職も孔の示唆を受けたため、というものがある。

### 下野後の活動
これ以後、王子恵は孔祥熙の代理人として東京で日本との秘密和平工作に従事した。王は元々、畑俊六と密接な関係があったとされる。さらに1940年（民国29年）4月頃からは、王は板垣征四郎とも交渉をもち、板垣から具体的な和平案5項目を提示されたという。しかし結局、交渉は1940年（民国29年）中に決裂したとされる。ただし王子恵の和平工作については、賈存徳にとっても交渉の詳細・時期など不明な点が多かった、としている。また、賈自身が1944年（民国33年）9月に松本重治の紹介で日本側の人物と上海で接触した際、その人物から板垣による和平案の存在そのものを否定されたという。

### 晩年
終戦後の王子恵は日本と上海を往復していたとみられている。1945年末には王文成に名を改めたとされる。
1949年（昭和24年）頃に、王文成は中華民国代表部の一員として来日したが、翌年春には政治活動から手を引き、そのまま日本に在住している。1952年（昭和27年）12月には国際実業株式会社という在米華僑が日本に投資するための会社を設立し、その社長に就任した。
1957年（昭和32年）10月31日、王文成は海外融資話をでっち上げ、兵庫県の製鋼会社の経理担当などから7億円を騙し取ったとして、詐欺で検挙された。このときに王文成は、総統蔣介石の特使を自称したという。
王文成（王子恵）の正確な没年は不明である。ただし、岩井英一の回顧録『回想の上海』が刊行された昭和58年（1983年）から「数年前」とされるため、1970年代半ばから後半との推測は可能と言い得る。

## 著作
- 『亜細亜の明日を語る』（亜細亜書房、1938年）